# Rugby League Review
Rugby League Review ( « la revue du rugby à XIII » en français) est un magazine de rugby à XIII australien, mensuel.  
Il suit les différents championnats du rugby à XIII australien, comme la NRL. 
Il couvre également le développement du rugby à XIII dans le monde, et accessoirement le rugby à XIII français.

## Historique
En 2021, le magazine apparait comme la seule publication australienne de rugby à XIII, en particulier après la disparition de l'hebdomadaire Big League en 2020 et quatre ans après la disparition de Rugby League Week Magazine.

## Liste des rédacteurs en chef
Terry Liberopoulos semble le rédacteur indéboulonnable du magazine depuis des décennies.

## Couverture du rugby à XIII français
Le magazine s'efforce  de suivre l'actualité du rugby à XIII en France. En 2019, il a ainsi un éditorialiste français, Pierre Laguerre.  
Au mois de février 2021, il publie  à titre exceptionnel un guide pour le championnat de France de première division.  
Mais à partir de 2022, on note un certain recul de la couverture du XIII français au détriment d'autres pays voisins de l'Australie, ou d'équipes « nationales » formées de heritage players, que  parfois le magazine sponsorise directement ou dont il organise les matchs. 
Les articles sont de plus en plus de simples compte rendu superficiels de matchs, avec les résultats et, fait cocasse, par la traduction littérale du nom de  certaines communes françaises comme celle de Cheval-Blanc, qui possède un club de rugby à XIII  et qui est  traduite par « White horse ».